# Mordellistena arizonensis
Mordellistena arizonensis är en skalbaggsart som beskrevs av Ray 1947. Mordellistena arizonensis ingår i släktet Mordellistena och familjen tornbaggar. Inga underarter finns listade i Catalogue of Life.